# Acryptolaria crassicaulis
Acryptolaria crassicaulis is een hydroïdpoliep uit de familie Lafoeidae. De poliep komt uit het geslacht Acryptolaria. Acryptolaria crassicaulis werd in 1888 voor het eerst wetenschappelijk beschreven door Allman. 